# American Music Records

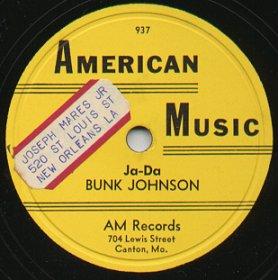
Label of an American Music 78 by Bunk Johnson

American Music Records war ein US-amerikanisches Musiklabel des New-Orleans-Jazz.

## Geschichte des Plattenlabels
American Music wurde Anfang der 1940er Jahre von Bill Russell gegründet; als Geschäftssitz diente sein Haus in seiner Heimatstadt Canton (Missouri); Anfang der 1960er zog Russell nach New Orleans. Russell hatte in den 1930er Jahren als Avantgarde- und klassischer Komponist gearbeitet, beeinflusst u. a. von John Cage. Unter dem Eindruck der Jazzmusik aus New Orleans beendete er seine Aktivitäten als Komponist und war fortan als Produzent tätig. Russell nahm für den Katalog von American Music u. a. Künstler des New Orleans Jazz wie Kid Howard, Bunk Johnson, George Lewis und Jim Robinson auf. Russell veröffentlichte sie nur in sehr kleinen Auflagen und presste sie nicht nach, so dass seine roten Vinyl-78er schon in den 1950er Jahren unter anderem in London sehr begehrt waren. Nach der Phase der 78er brachte er bis 1957 noch eine Reihe von Langspielplatten auf den Markt. Wiederveröffentlichungen der Firma erschienen in den 1970er Jahren auf dem dänischen Label Storyville Records.
Um 1988 verkaufte Russell das Label an George H. Buck, der es seinem Label GHB/Jazzology Records eingliederte und die Aufnahmen auf Compact disc veröffentlichte. Neben Russells Original-Aufnahmen brachte Buck auch historische Aufnahmen des New Orleans Jazz, die zuvor bei anderen Label, wie Icon Records erschienen waren.